# Jana Červenková
Jana Červenková (rozená Salačová, * 18. ledna 1939 Praha) je česká spisovatelka, publicistka a překladatelka. Jako redaktorka publikovala v různých časopisech, ve svých prózách se snažila zobrazit svět dívek a mladých žen v krizových situacích. Některé její knihy byly přeloženy do slovenštiny, němčiny a nizozemštiny. Je dlouhodobou členkou PEN klubu, byla členkou i předsedkyní Výboru pro vězněné spisovatele, pracuje pro Post Bellum, Paměť národa. V době spolupráce s disentem se spolupodílela s Milanem Jungmannem a Kamilem Chrobákem na překladu knihy Jevgenije Ginzburgové Strmá cesta (1992). Za knihu Kurs potápění získala v roce 1999 Cenu Toma Stopparda.

## Život
Po maturitě na bývalém Ruském gymnáziu v Praze, které se později změnilo na jedenáctiletou střední školu s rozšířenou výukou ruštiny, vystudovala bohemistiku a historii na Vysoké škole pedagogické v Praze, studium ukončila diplomovou prací o Marii Pujmanové. Učitelské praxi se mohla věnovat jen krátce, rok učila v Plané u Mariánských Lázní a v Praze. V době totality vystřídala řadu krátkodobých zaměstnání. Pracovala jako lektorka pro Mladou frontu (MF), jako brigádnice v nakladatelství MF, jako uklízečka v Mikrobiologickém ústavu Lékařské fakulty UK, jako vrátná v pekárně aj. Své jméno propůjčovala několika zakázaným autorům na lektorské posudky a rozhlasové dramatizace, například Františku Pavlíčkovi, Aleně Břízové, Oldřichu Kryštofkovi a Jaroslavu Šedivému.

## Dílo
Od poloviny 60. let publikovala nejdříve především v časopisech pro děti a mládež (v Ohníčku, Sluníčku a Zlatém máji), později se věnovala problematice dospívajících dívek také ve svých prvních knihách, například Čtyřlístek pro štěstí (1969), Krok přes práh (1978). Od roku 1987 přispívala do samizdatového časopisu Obsah, po roce 1990 pracovala jako redaktorka v různých časopisech, například v Literárních novinách, Prostoru, Tvaru, Nových knihách, česko-slovenském časopisu Mosty aj. V roce 1981 vyšel její první román Semestr života, po sametové revoluci vyšly například romány Jak vypadá Nic (1994), Pozdní láska (2004), za knihu Kurs potápění (1998) získala v roce 1999 Cenu Toma Stopparda. Její zatím poslední knihou je román Zavři oči, otevři pusu (2014).

### Knižní publikace
- 1963 - Dřív než vyšel - spoluautorka
- 1969 – Čtyřlístek pro štěstí
- 1976 – My dva doma
- 1978 – Krok přes práh
- 1981 – Semestr života
- 1989 – Věno pro Ivettu Márovou
- 1993 – Jak vypadá Nic
- 1998 – Kurs potápění
- 2004 – Pozdní láska
- 2014 - Zavři oči, otevři pusu